# Trappes

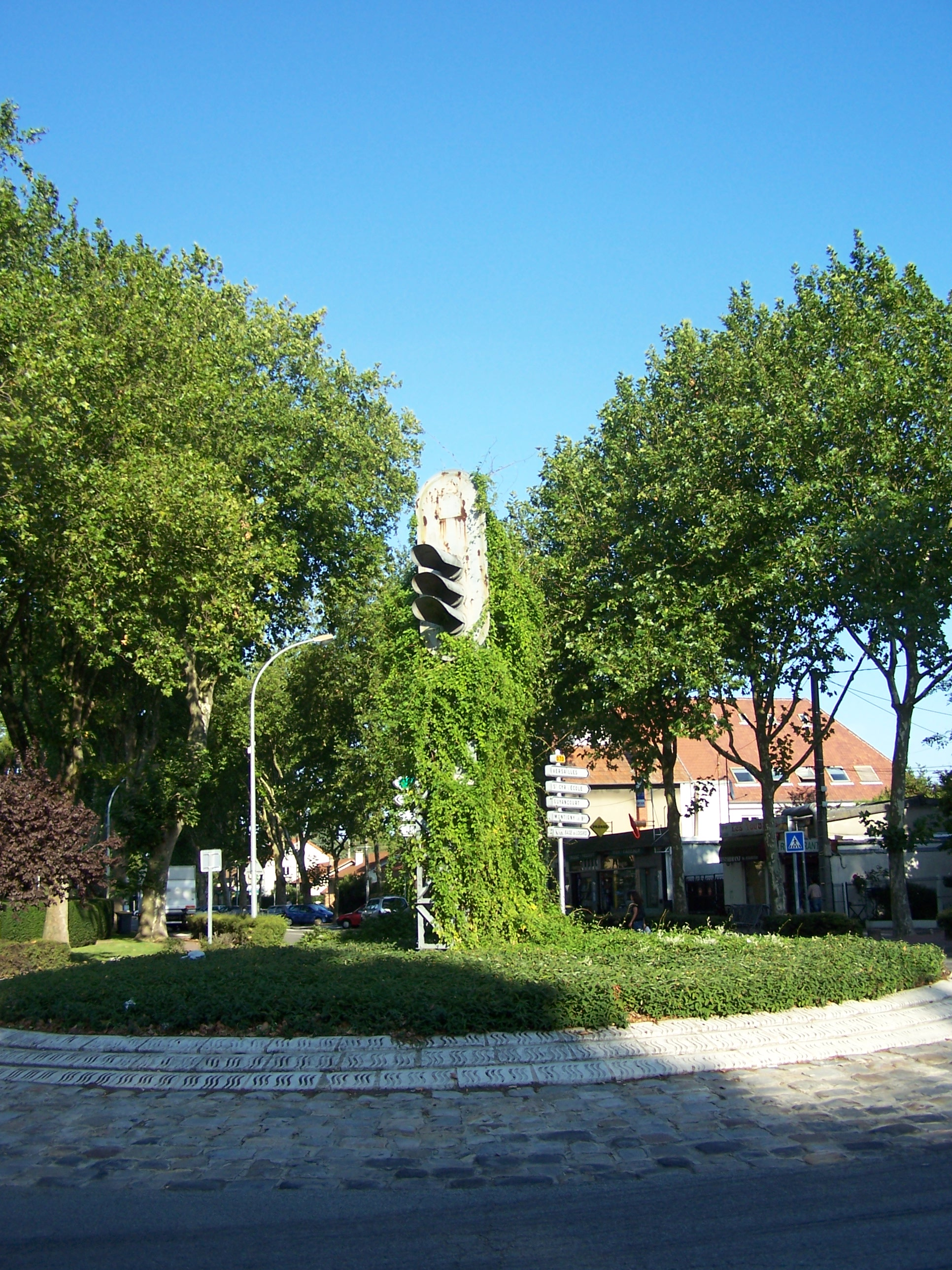
Historisches Eisenbahn-Signal (nicht am Original-Standort)

Trappes ist eine französische Gemeinde mit 34.276 Einwohnern (Stand 1. Januar 2022) im Département Yvelines in der Region Île-de-France. Die Einwohner werden Trappistes genannt. Trappes ist Teil der Ville nouvelle Saint-Quentin-en-Yvelines, einer von fünf Planstädten im Großraum Paris.

## Geographie
Die Stadt liegt auf einem Plateau südwestlich von Versailles. Die Stadt grenzt an Bois-d’Arcy im Nordosten, östlich an Montigny-le-Bretonneux, Magny-les-Hameaux grenzt im Südosten, im Süden liegt Le Mesnil-Saint-Denis, Élancourt im Westen und Plaisir nördlich.
Das Gelände ist verstädtert und im Zentrum industrialisiert. Im Norden gibt es aber auch zwei größere, insgesamt 87 Hektar große Naturschutzgebiete namens Saint-Quentin-en-Yvelines, die zum Teil in die Nachbargemeinde Montigny-le-Bretonneux reichen. Am See von Saint-Quentin gibt es einen 400 Hektar großes Freizeitgelände. Im Süden liegt ein 450 Hektar großer Gemeindewald, der Forêt domaniale de Port-Royal.
In Trappes entspringt der Bach Maldroit, der über die Mauldre in die Seine entwässert.
Durch die Gemeinde führen sowohl die Route nationale 10 – die eine Verlängerung der Autobahn 12 darstellt und ein sehr hohes Verkehrsaufkommen hat –, als auch die Eisenbahnlinie Paris-Montparnasse-Chartres, für die im Stadtzentrum ein Bahnhof existiert. Beide Verkehrswege bilden einen markanten Schnitt durch das Gemeindegebiet.

## Geschichte
Der Name Trappes kommt wahrscheinlich von dem gallischen Ortsnamen trebo, das Dorf. Die Gegend war bereits in der Jungsteinzeit besiedelt.
Im 17. Jahrhundert wurde ein Teil der Gemeinde dem Besitz König Ludwig XIV. zugeschlagen.
- Im Jahr 1849 wurden die Eisenbahnlinie und der Bahnhof gebaut.
- Am 24. September 1852 erreichte Henri Giffard von Paris aus Trappes mit einem von ihm erbauten dampfgetriebenen Luftschiff. Seine Geschwindigkeit betrug etwa 7 km/h. Um voranzukommen, benutzte er eine kleine Dampfmaschine. Diese Fahrt gilt als erster bemannter motorisierter Flug der Geschichte.[2]
- 1911 wurden ein Lokomotiven-Depot und ein Rangierbahnhof errichtet, der zum Ende des 20. Jahrhunderts in Etappen stillgelegt und zum Abstellbahnhof für Reisezüge umgebaut wurde.
- 1944 erlitt die Stadt durch Bombardements der Alliierten auf die Eisenbahn-Infrastruktur große Zerstörungen, 75 % der Gebäude wurden beschädigt.
- Im Jahr 2000 wurde die Synagoge von Trappes durch einen Brand schwer beschädigt. Nachdem die Polizei zuerst von einem islamistischen Brandanschlag ausgegangen war, stellte es sich als Unfall heraus.
- Bei den Unruhen in Frankreich 2005 wurden in Trappes 27 Busse in einem Depot durch Brand zerstört.[3]
- Nach einer Personenkontrolle einer Burka-Trägerin kam es in Trappes im Juli 2013 in der Folge zu schweren nächtlichen Ausschreitungen.[4]

## Trappes heute
Trappes zählt zu den Banlieue von Paris und hatte nach dem Zweiten Weltkrieg nur 3.216 Einwohner. In der Nachkriegszeit wurde es zur Planstadt und wuchs auf heute über 30.000 Einwohner an. In den 1970ern war es Teil der Konzeption „Ville Nouvelle“ von Saint-Quentin-en-Yvelines. Es folgte der Bau von Großwohnsiedlungen in Plattenbauweise, die vor allem ärmere Bevölkerungsschichten und Einwanderer anzogen. In französischen und deutschen Medien gilt die Kleinstadt als Sinnbild einer radikalisierten Einwandererkultur, da mehrfach Bewohner der Stadt im Umfeld von Terroranschlägen ermittelt wurden. Es wird auch häufiger von einer Islamisierung der Stadt berichtet. Zudem ist eine ungewöhnlich hohe Zahl von Einwohnern während des Syrienkonflikts nach Syrien gegangen, um dort an Kampfhandlungen teilzunehmen. In englischsprachigen Medien finden sich zudem Schlagworte wie „Bandenkriminalität“ und „Armut“. Bei der Suche nach Gründen wird zumeist die hohe Arbeitslosigkeit angeführt. Die Regierung hat die Stadt im Jahr 2018 als „einen von 30 von der Republik verlassenen Orten ausgewiesen, die es zurückzuerobern gelte“. Nach Ansicht der Stadt werden vorhandene Probleme übertrieben dargestellt und fördern dadurch erst derartige Entwicklungen. Versuche, die Situation durch Investitionen in das Stadtbild zu verbessern, führten zunächst zu keinen nennenswerten Erfolgen. Allerdings sank die Arbeitslosenquote mittlerweile deutlich und lag im Jahr 2021 unter dem Durchschnitt von Paris.

## Sehenswürdigkeiten
Siehe: Liste der Monuments historiques in Trappes

## Verkehr
Der Bahnhof von Trappes liegt an der Bahnstrecke Paris–Brest.

## Städtepartnerschaften
Trappes' Partnerstädte sind:
- Castiglione del Lago, Italien
- Congleton, Großbritannien
- Kopřivnice, Tschechische Republik

## Persönlichkeiten
- Odile Bailleux (1939–2024), Cembalistin und Organistin
- Omar Sy (* 1978), Schauspieler und Komiker
- Nicolas Anelka (*  1979), Fußballer, wuchs in Trappes auf
- La Fouine (* 1981), Rapper
- Barbara Cabrita (* 1982), portugiesisch-französische Schauspielerin und Model
- Fanta Diagouraga (* 2000), französisch-kongolesische Handballspielerin
- Ibrahim Mbaye (* 2008), Fußballer